# 자기파멸 인격장애
자기파멸 인격장애(self-defeating personality disorder) 혹은 피학적 인격장애(masochistic personality disorder)는 인격장애(personality disorder)로 분류할 것이 제안되고 있는 장애이다. 1987년 정신질환 진단 및 통계 편람(Diagnostic and Statistical Manual of Mental Disorders) 제3판인 DSM-III-R 부록(appendix)에 기재되어 있다. 그러나 공식적으로 편람에 편입된 적은 없다. 그 대안으로 특정불능 인격장애(personality disorder not otherwise specified) 진단은 사용되고 있다틀:Dubious-span. 특성 특정 인격장애(personality disorder-trait specified, PD-TS) 미래 버전으로 제안되고 있다. 일부 연구자와 이론가들은 DSM-III-R 기준을 계속 사용한다. 공식 진단 코드 번호(official diagnostic code number)는 301.90 (personality disorder NOS)이다.

## 진단

### 추가 평가를 위한 DSM III-R에 제안된 정의
자기파멸 인격장애는 다음과 같다.
A) 자기 파멸적 행동(self-defeating behavior)이 만연한 유형, 초기 유년기에 발병하고 다양한 상황에서 발현한다. 유쾌한 경험을 피하거나 격하하고, 고통스러운 상황이나 관계로 끌려가거나, 타인의 도움을 막기도 한다. 다음 중 5개 이상 해당한다.
1. 실망, 실패, 학대를 야기하는 사람이나 상황을 선택, 더 좋은 옵션이 가능한데도 그러함
2. 타인의 도움을 거절하거나 잘 안 되게 방해함
3. 새로운 성취 등 긍정적인 개인적 사건 이후에 우울(depression), 죄책감(guilt), 사고 등 고통을 야기하는 행동으로 반응
4. 분노를 일으키거나 타인의 반응을 거절, 이후 고통, 패배감, 모욕감(남 앞에서 배우자를 놀림, 말대꾸를 일으킴, 이후 비통함을 느낌)
5. 적당한 사회적 기술을 갖고 있고 유쾌한 경험을 수용할 능력이 있음에도, 유쾌한 경험의 기회를 거절하고나 자기가 즐거워지는 걸 알려 하지 않음
6. 어떤 일의 능력을 이미 보였음에도, 개인적 목적에 중요한 과업을 달성하지 못함(예 : 동료 학생들의 글쓰기를 도움, 그러나 자기 글을 못 씀)
7. 자기에게 끊임없이 잘 대해주는 사람에 대해 흥미가 없거나 그런 사람을 거절함
8. 희생의 수혜자로 지목한 사람이 요청하지 않은 과도한 자기희생(self-sacrifice)
9. 유쾌한 경험을 피하거나 격하함, 유쾌한 경험의 기회를 피함

B) A에 기재돤 행동들은 신체적, 성적, 심리적 학대가 발생하거나 그런 상황이 예상되는 상황에서는 단독으로 발생하지 않는다.
C) A에 기재된 행동들은 우울할 땐 일어나지 않는다.

### DSM-IV에서의 배제
역사적으로 피학증(masochism)은 여성의 순종(submissiveness)과 연관되어 왔다. 대개 남성에 의해 야기되는 가정폭력(domestic violence)과 연관되어 있을 때, 이 장애는 정치적으로 논쟁이 분분하다. 그러나 많은 연구들에서는 이 장애가 흔하다고 제안한다. 1994년 DSM-IV에서 배제되었음에도, 의사들 사이에서는 자기파멸 인격장애가 인간 행동의 여러 면들을 설명하는 구조로 계속 통용되고 있다.
사회, 직업, 기타 중요 영역에서 병적으로 중대한 고통이나 지장을 일으키는 가피학증(Sadomasochism)은 여전히 DSM-IV에 남아 있다.

### 밀론 하위유형
테오도어 밀론(Theodore Millon)은 피학대자(masochist)의 4가지 유형을 제안하였다. 각 피학대자마다 아래 하위유형 중 어느 것도 속하지 않거나 하나 혹은 그 이상 속할 수 있다.
| 하위유형                                    | 설명                                                                                           | 성격 특성 |
| ------------------------------------------- | ---------------------------------------------------------------------------------------------- | --- |
| 인덕 피학대자(Virtuous masochist)           | 연극성 인격장애(histrionic personality disorder)의 연극성(histrionic) 특성 포함                | 비이기적인 것을 자랑스러워함, 자기부정(self-denying), 자기희생; 자기금욕적인 행동; 부담을 지는 것은 고귀하고 정의로우며 성스러운 것으로 인식; 타인은 자신의 충심과 진심을 알아줘야 함; 이타주의와 인내에 부응하는 감사 표시 및 진가 인정 |
| 소유 피학대자(Possessive masochist)         | 수동-공격성 인격장애(Passive-aggressive personality disorder)의 부정적(negativistic) 특성 포함 | 질투를 유발하거나 과잉보호하거나 없어선 안될 존재가 되어 타인을 유혹하거나 유인함 ; 타인의 결함에 희생하여 타인을 덫에 걸리게 하고 통제하며 정복하고 노예처럼 부려 지배함; 의무적인 의존성으로 통제                                      |
| 자기무효화 피학대자(Self-undoing masochist) | 회피성 인격장애(Avoidant personality disorder)의 회피성(avoidant) 특성 포함                    | "성공에 지친(wrecked by success)"; "패배를 통한 승리(victory through defeat)"; 개인적 불운, 실패, 모욕, 고난에 만족; 최적의 이익 회피; 희생자가 되거나 망하거나 망신 당하길 택함                                                         |
| 학대 피학대자(Oppressed masochist)          | 우울성 인격장애(Depressive personality disorder)의 우울적(depressive) 특성 포함                | 비참, 절망, 고난, 고통, 고뇌, 질병을 실제로 경험함; 타인에게 죄책감을 만드는데 불만거리 사용; 책임 면제와 학대자(oppressor)에게 짐을 지우는 것을 통해 배출하는 격노                                                                      |

## 같이 보기
- 무효화
- 자기 파괴적 행동